# Estación de La Zaida-Sástago
La Zaida-Sástago es una estación ferroviaria situada en el municipio español de La Zaida, en la provincia de Zaragoza, comunidad autónoma de Aragón. Las instalaciones disponen de servicios de Media Distancia.

## Situación ferroviaria
La estación se encuentra en el punto kilométrico 396,8 de la línea férrea de ancho ibérico que une Miraflores con Tarragona, entre las estaciones de Quinto y de Azaila, a 165 metros de altitud. El tramo es de vía única y está electrificado.

## Historia
La estación fue inaugurada el 10 de junio de 1879 con la apertura del tramo La Zaida - La Puebla de Hijar de la línea férrea que unía Zaragoza con Val de Zafán por parte de una pequeña compañía fundada en 1869 que respondía al nombre de Ferrocarril de Zaragoza a Escatrón y Val de Zafan a las Minas de la cuenca minera de Gargallo-Utrillas. En 1881 la línea que también era conocida como el Ferrocarril del Mediterráneo fue adquirida por la compañía de los Directos de Barcelona a Zaragoza la cual fue absorbida por MZA en 1894 con el propósito de conectar en Zaragoza su línea desde Barcelona por Tarragona con la que venía de Madrid. Esta última gestionó la estación hasta que en 1941, la nacionalización del ferrocarril en España supuso la integración de MZA en la recién creada RENFE.
Desde el 31 de diciembre de 2004 Renfe Operadora explota la línea mientras que Adif es la titular de las instalaciones ferroviarias.

## La Estación
El edificio de viajeros es una sencilla construcción de una sola planta con siete vanos por costado y disposición lateral a la via. El andén lateral da a una via de apartado y el central da servicio a la via principal y a otra de apartado. En la parte sur de la estación se ven los restos de los antiguos muelles de mercancías. Completa la instalación una subestación eléctrica al otro lado del edificio de viajeros.

## Servicios ferroviarios

### Media Distancia
Renfe Operadora presta servicios de Media Distancia gracias a sus trenes Regional Exprés en los trayectos:
| Línea MD | Trenes          | Origen/Destino                     |  | Destino/Origen                |
| -------- | --------------- | ---------------------------------- |  | ----------------------------- |
| 34       | Regional Exprés | Zaragoza-Delicias Madrid-Chamartín |  | Barcelona-Estación de Francia |
| 34       | Regional        | Zaragoza-Delicias                  |  | Mora la Nueva                 |